# サークIII
『サークIII』 (XakIII) は、1993年4月23日に日本のマイクロキャビンから発売されたPC-9801用アクションロールプレイングゲーム。正式タイトルは『サークIII ジ・エターナル・リカーレンス』 (XakIII The eternal recurrence)。
同社の『サークII』（1990年）、『ガゼルの塔』（1991年）の続編で、サークIIから2年後（『ガゼルの塔』では1年後）、戦神デュエルの血をひく若き戦士ラトク・カートと、妖魔三将軍最後の生き残りゾム・ディザエの戦いを描く、サークシリーズの最終作である。前作に引き続き“VRシステム”を採用。更に『幻影都市』（1991年）で好評だった“操演システム”を採用。『幻影都市』とは違い、オープニングからエンディングまで全てフィールドキャラクター達による操演となっている。
開発はマイクロキャビンが行い、プロデューサーおよびディレクターは『フレイ』（1990年）や『幻影都市』を手掛けた中津泰彦が担当、シナリオおよびゲーム・デザインは中津の他に後に『英雄志願』（1994年）を手掛けた陣内靖弘および瀬田哲也が担当、音楽は『幻影都市』を手掛けた瓜田幸治が担当、キャラクター・デザインは百鬼丸ことイラストレーターの中北晃二が担当している。
同年にFM TOWNSに移植された他、1994年にはPCエンジンSUPER CD-ROM2に移植され、声優ボイスが追加された。PC-9801版とPCエンジンSUPER CD-ROM2版はWindows用ソフトとしてプロジェクトEGGにて配信された。

## 設定

### ストーリー
神の血と力を受け継ぐラトク・カートは8大神中最強と言われた戦神デュエルの末裔であり、最強の剣サーク・ソードの使い手でもあった。かつてバドゥーの復活を阻止し、デス・マウンテンで妖魔ザム・ゴスペルを倒したラトクによってサークの平和は守られ、ラトクは英雄として名を残す事となった。
それから約2年。故郷フェアレスの町で母と暮らすラトクは青年へと成長していたが、その頃ファーランド王国が妖魔によって攻撃され、ワッドロック国王と姫は無残にも殺害された。ラトクの家の静寂が破られたのは、ある雨の晩のこと。扉を強くノックして1人の傷ついた兵士が入ってきた。途切れ途切れの説明によると、遠く離れたファーランド王国が妖魔軍の受けたのだと言う。そして自分は勅命を受け、デュエル戦士ラトクの助力を得るために馬を飛ばしてきたと。妖魔達は人間界への侵攻を諦めておらず、妖魔三将軍最後の生き残りであるゾム・ディザエが出現し、サークの命運を賭けた最後の戦いが始まるのであった。ラトクは妖魔討伐に立ち上がり、町で必要な装備を整え、ファーランドに向けて旅立つ。

### 用語
猪馬
猪と馬を組み合わせたような姿を持つ、この世界での乗用動物。
ファーランド城に最初に入ったときのイベントデモで猪馬を乗った槍騎兵の活躍が見られる。
ため斬り
攻撃ボタンを一定時間押し続けることによって力をため、通常より大きなダメージを与える技。
ラッシュ
敵が倒れるまで休むことなく剣を振り続ける完全攻撃モード。

## システム
ストーリーを進めていくと、NPC(ノンプレイヤーキャラ)が登場して仲間になる。キャラクターによって様々な攻撃方法を持っており、それぞれがステージ内の重要なイベントに関わっている。NPCは敵が近くにいると自動的に反応して戦闘に入る。死んでもストーリーに影響は出ないが、HPが0になると戦闘が終了しても動けなくなる。

## 主な登場人物

### 人間界

#### 主要人物
ラトク・カート
声：草尾毅
シリーズ全作の主人公（『フレイ』を除く）。通称ラトク。戦神デュエルの血を引く21歳の青年剣士。ラトクは獅子奮迅の活躍で、妖魔の策謀を打ち砕き、人間界最強の英雄となる。色恋沙汰には鈍感。なお、過去作の『セイレーン』にも幼少の頃のラトクが登場している。
ジン・オブ・サークソード
声：銀河万丈
人間界の守護者。心を持つ聖剣。戦神デュエルの血を引く者しか扱えない。
エンディングで３世界の柱の一人であることが明らかになった。
ピクシー
声：伊藤美紀
妖精界から修行にきた国王直属の妖精。本名はルゥ・ミーリ。『ガゼルの塔』では人間サイズの大きさだったが妖魔界からの波動の影響で人の手に乗るほど小さな少女の姿に戻り、背中の羽根を広げて飛行する。『サークI』でメッセンジャーとしてラトクの前に現れて以来、ずっとラトクと行動を共にする。
フレイア・ジェルバーン
声：岡本麻弥
魔道師の少女。18歳。通称フレイ。『サークI』時点ではまだ重要キャラクターではなく、怪我をして倒れているただの少女であり、ラトクに助けられて惚れるまでが描かれる。以後、ラトクの役に立ちたいため魔法学校に入学してラトクの手助けをするために魔法を勉強。『サークIII』では魔道師並みの実力にまで成長した。その設定や顛末は『サークII』や『フレイ』にて明かされる。ラトクとパーティーを組むメンバーの一人。ラトク争奪戦では本作で積極的なアプローチをしたフレイがラトクに気にかけてもらえるくらいにはなった。
リューン・グリード
声：林延年（現・神奈延年）
ラトクと同様、戦神デュエルの血を引く剣士で妻子持ち。憎まれ口を叩く皮肉屋。一匹狼の冒険者だった頃の勇猛さはまったく失われていない。ライバルでもあるラトクと戦友としてパーティーを組むメンバーの一人。ラトクが色恋沙汰に鈍感すぎる為色々とアドバイスをした。

#### 聖ウェービス王国
ラトクの故国ウェービスは、これまでも妖魔の侵略に表立って抵抗してきた。ラトクにとって馴染みのある人々が多くいる国であり、『サークIII』では新しい人物も多数登場する。
エリス
声：渡辺菜生子
フェアレスの町長の孫娘。病気で目が不自由になったラトクの母サリア・カート（声：坪井章子）の介護をしている。
ラトクとは幼馴染で、フレイとはラトクを巡って恋敵的存在となる。『サークII』ではエリスの圧勝でラトク争奪戦に事実上決着がついたと思われていたが本作では決着がついていなかったことが明らかにされた。
フェル・バーウ
治癒能力に秀でた心優しき修道女。ヴェービス王国将軍ニル・バーウの妹で吟遊詩人ホーン・アシュタル（声：太田真一郎）とは幼馴染。『サークII』では敵の本拠地デスマウンテン攻略の指揮を取ったこともある。
今作ではファーランド城奪還のためにファーランド軍残存勢力と組織したヴェービス・ファーランド連合軍の参謀の一人として作戦に参加している。
ガフー・ザ・ウォーロック
ファーランド王国との国境近くの山、ギンガヌール山に「ガフーの塔」を居をかまえて住む、緑色の肌と大きな鼻を持つを持つ鬼のような姿の魔法使い。学者でもあり詩人でもあり医者でもある…といった具合に見かけによらず博学のある人物である。
主な研究内容は錬金術とゴーレム等に関する魔術研究で「サークディープル」の研究も主要研究の一つでもある。
彼の身の回りの世話は数多くのゴーレムに任されており、その中でもラトクのパーティーメンバーとして組むことになるカボチャ頭と名づけられているゴーレムはかなりの傑作とも言える。
カボチャ頭
ガフーに仕えるゴーレムの一体だったが、嵐の傭兵団の襲撃のさなかに他のゴーレムはガフーの支配から離れ暴走はしたが、彼だけはガフーの近くにいたのが幸いしたのか奇跡的に自我に目覚め、ラトク達のパーティーに一時的に入り、嵐の傭兵団を追撃する為に共闘した。
なお、「ガフーの塔」に徘徊する敵の中で彼とは同タイプのゴーレムも存在する。
レオーノフ
ガロアの港近郊に屋敷を持つ海運商の提督でバミューサを妻に持つ。
ガロア沖に座礁した船からブルーストーンを回収するために一時的にパーティーに入り。その武装はゲーリングホークと呼ばれる名を持つマスケット銃を武器としている。

#### ファーランド王国
聖ウェービス王国の隣国であり同盟国家でもある。「嵐の傭兵団」によって宝剣「アガトダイモーン」が奪われたあとディザイエ軍進攻によって壊滅状態になる。ファーランドは古い歴史を持つ偉大な王国だが、このたび、妖魔軍の急襲により壊滅的な打撃を被った。ここの人々は悲劇の犠牲者であり、生き残った者は復讐に燃えている。
ワッドロック
ファーランド王国の現国王。「飛虎王」という呼び名を持ち勇猛果敢な国王としても有名であったが、宝剣が奪われて浮き足が立っている上にディザイエ軍進攻で窮地に追い込まれ渾身の力のみでディザイエに立ち向かうも、長い戦いの末、非業の死を遂げた。
ティペロ
妖魔侵攻をラトクに告げるためにやってきたファーランド国兵士。妖魔の追撃からダメージを負っているが、ラトクに必死で助力を懇願する。
ロリンザー
王城奪還の突撃隊を指揮し、先頭にたって戦う武人。
エルミーナ
ファーランド王国の姫でワッドロック王の息女。妖魔襲来の報を伝える使者をラトクのもとへ送る。
ディザイエ軍侵攻の際、密かにラトクに密使を送り出したもののネゾ・ギニースによって囚われてしまい、王と同じくザウ・メルズによって非業の末路となった。
ファーランド
高齢のファーランド国王ながら、勇敢な戦士である。別名“飛虎王”と呼ばれている。
ザムハン
ファーランド王国の近衛隊隊長にして一時的にパーティーに入るメンバー。
ネゾ・ギニースとの戦いの最中にラトクと合流、その後にネゾ・ギニースによって王と姫の死を知り深く悲しんだ。

#### 嵐の傭兵団
ある目的のため、各地に回りマジックアイテムの類を手段を選ばずに略奪し回る集団(ストーミング・オーバーロード)。ファーランド王国の宝剣「アガトダイモーン」が彼らに奪われたため、ファーランド王国の壊滅の要因になった。
マジックアイテムを入手するためなら非合法な手段も辞さなく、最初は敵かと思われていたが、イスファンテの口によりラトクたちと同じく妖魔を敵対する勢力であることが判明した。
夜叉騎士
声：田中一成
嵐の傭兵団の頭領で黒い鬼のように造形されたフル・ヘルムを装備しており体は鎧で完全に覆われている騎士。本来デュエルの血筋しか扱えないはずのサークソードが扱える。
彼にはいくつかの通り名を持っており、その中に「ルシファーナイト」「グールナイト」もしくは「黒いテスカポリトカ」の通り名が多く知られている。
スナガ
嵐の傭兵団の4人の幹部の一人で永久氷壁近くの地域である「ラグナランド」出身の豹頭人の戦士。アルディスとは恋仲。
アルディス
嵐の傭兵団の4人の幹部の一人で妖魔と人間のハーフの女魔術師で紅一点。控えめな性格で傭兵団の知恵袋的存在である。スナガとは恋仲。
メスロン
嵐の傭兵団の4人の幹部の一人で復讐のために生きたままアンデッドと化した剣士。
妖魔界最終決戦にて夜叉騎士（と成り行きでラトク）をゼキシスの間へ導くために妖魔の中堅幹部を相手に戦い抜き、すべてが終わった後にユンカースに刺青の効果が切れることを伝え、そのまま塵化した。
ユンカース
声：江川央生
嵐の傭兵団の4人の幹部の一人でアルビノのリザードマンの戦士。4幹部の中では唯一最後まで存命した。
「ユンカース」とはリザードマンの言葉で「貴族」という意味である。

#### カルタグララ同盟（対妖魔異種族間同盟）
スティギモロク・スピニファー
オクタフォージに棲む会議長の要職を持つ若き黒龍。
自分の名前に誇りをもっており、名前を覚えられないものに対しては、ひどく怒るぐらいのかなり神経質な性格である。
妖精界の長であるイスファンテとは知り合いで、イスファンテに対して恋心を抱いていた。

### 妖精界
イスファンテ
妖精界の長であり３世界の柱の一人。

### 妖魔界
パルワ・ゼキシス
『サークIII』のラスボス。妖魔界の王にして３世界の柱の一人。別名で妖魔神ともいう。
ロブ・ネクロマンサ
声：里内信夫
ゾム・ディザエに仕える妖魔（ディザエ軍には所属していない）。死霊使い。
『サーク』ではラトクの父ドルク・カートを操りゼム・バドゥーの復活を目論み、ラトクに何度となく敗れ去るが、不死身の力を持ち何度でも甦りラトクに立ちはだかる。しかし今作での最後の決戦にてネクロマンサの不死身の秘密が暴かれることとなる。

#### ディザイエ軍
ゾム・ディザエ
妖魔三将軍の最後の一人。総大将として全軍を統括している。妖魔三将軍最強の実力を持ち妖魔ガゼルを呼び出すこともできる。ファーランド城攻撃の際には、群がる兵を妖力で一掃する。妖魔三将軍と呼ばれる強力な指揮官は『Ⅰ』『Ⅱ』でそれぞれ1人ずつがラトクに倒されている。

##### ザウ・メルズ軍
ザウ・メルズ
ディザイエ軍に属するザウ・メルズ軍の隊長。ディザエ腹心の配下である中級妖魔。人間の首を集めるという趣味の持ち主。
2本の巨大な十手のような武器を怪力で振り回す。占領後のファーランド城でティザエの留守を預かっている。大広間で待ち受けており戦う時は2段階に変身する。
妖魔界オドンの森の戦闘部族の出身で殺した相手の首を護符代わりに集める習慣があり、ゲーム中でもイベントデモにてそれが確認できる。
ネゾ・ギニース
ザウ・メルズ軍の斥候で妖魔界シャム平原のホッパー族出身。隻腕・隻脚であるが風のような速さを持っており、鉄卍を武器として持つ。

##### ザキ・ラノース軍
ザキ・ラノース
海の妖魔を束ねるザキ・ラノース軍隊長。
封印戦争にて死亡した大海妖魔の名を受け継いでおり彼で三代目。忍者のような風貌を持ち、水を使った術など初代を引けをとらない実力を持つ。
オオン・ラノース
三代目ザキ・ラノースの弟分で兄とは逆に爆炎などの炎を使った術を操る。
ブルーストーンの探索作業のさなかにリューンと交戦してるところに遭遇しており、激闘の末にリューンに討たれるが、その倒した本人もその遺体の下敷きになり、ラトク達の手を焼くことになる。

## 移植版
| No. | タイトル  | 発売日        | 対応機種                 | 開発元           | 発売元             | メディア                         | 備考                              |
| --- | --------- | ------------- | ------------------------ | ---------------- | ------------------ | -------------------------------- | --------------------------------- |
| 1   | サークIII | 1993年9月1日  | FM-TOWNS                 | マイクロキャビン | マイクロキャビン   | CD-ROM                           | 型式: 31200                       |
| 2   | サークIII | 1994年9月30日 | PCエンジン SUPER CD-ROM2 | 日本テレネット   | NEC-HE             | CD-ROM                           | 型式: HECD4013                    |
| 3   | サークIII | 2002年2月25日 | Windows                  | マイクロキャビン | ボーステック       | ダウンロード （プロジェクトEGG） | PC-9801版の移植                   |
| 4   | サークIII | 2012年1月31日 | Windows                  | マイクロキャビン | D4エンタープライズ | ダウンロード （プロジェクトEGG） | PC-9801版の移植                   |
| 5   | サークIII | 2013年5月28日 | Windows                  | 日本テレネット   | D4エンタープライズ | ダウンロード （プロジェクトEGG） | PCエンジンSUPER CD-ROM2版の移植   |
| 6   | サークIII | 2019年5月14日 | Windows                  | マイクロキャビン | D4エンタープライズ | ダウンロード （プロジェクトEGG） | PC-9801版の移植、Windows 10対応版 |

## スタッフ
PC-9801版
- ストーリー、ゲーム・デザイン：中津泰彦、陣内靖弘、瀬田哲也
- シナリオ（プログラム）、ディレクション、プロデュース：中津泰彦
- プログラム、ツール（VR、操演）：中津泰彦、青木正二郎
- モンスター・グラフィック、ボス・グラフィック、操演キャラ・グラフィック：陣内靖弘
- ゲーム・デザインお手伝い：川口洋一郎
- 人物（会話）グラフィック、エンディング・グラフィック、マップ・プランニング：百鬼丸
- 音楽、FM版アレンジ：瓜田幸治
- MIDI版アレンジ：加太好晴、太田浩一、瓜田幸治
- ミュージック・ドライバ、mealシステム：山田浩司
- マップ・グラフィック：石川慎二
- マップ・エディット：久保泰章
- シナリオ（脚本）、操演エディット（演出）：瀬田哲也
- シナリオ協力：泉正人
- イメージ・イラストレーション：結城信輝
- デバッグ・サポート：古屋賢三
- 広報、アート・ディレクション：樋口恵津子
- 営業、広報サポート：伊藤栄晃
- プロデュース協力：加藤雅史

PCエンジンSUPER CD-ROM2版
- プログラム：堀康彦、木村武晴、高橋憲生
- グラフィック：菊池栄二、矢部健志、鈴木健一、戸嶋剛司、磯谷岳春、小泉和弘、金倉賢一、山崎裕康、安藤まゆみ、渡辺美由季
- アシスト：門脇勲、横尾和泰
- スペシャル・サンクス：高垣信宏、橋本博忠、深川悟郎、浅野尚子
- プロモーション：桑原秀夫、近藤信之
- ディレクター：松原文彦
- プロデューサー：田中秀司
- エグゼクティブ・プロデューサー：安田清明

## 評価
PCエンジン版
ゲーム誌『ファミコン通信』の「クロスレビュー」では7・4・6・5の合計22点（満40点）、『電撃PCエンジン』では55・70・70・65の平均65点（満100点）、『PC Engine FAN』の読者投票による「ゲーム通信簿」での評価は以下の通りとなっており、22.0点（満30点）となっている。
| 項目 | キャラクタ | 音楽 | お買得度 | 操作性 | 熱中度 | オリジナリティ | 総合 |
| 得点 | 3.9        | 3.9  | 3.7      | 3.4    | 3.7    | 3.5            | 22.0 |

## シリーズ作品
- サーク - サークシリーズ最初の作品
- サークII - 『サーク』の続編。
- サークIII - 本作。サークシリーズ、妖魔ストーリーの完結編。
- フレイ - フレイが主人公のARPG。時系列的には『サークII』と並行。
- Xak -ガゼルの塔- - 外伝。時系列的には『サークII』と『サークIII』の間。

## 小説版
- サーク3（幸田佳子著、電撃文庫 ISBN 4073011731） - ゲーム版とは全く別物と言っていいほど設定が異なる。